# Frederick Brackett
Frederick Sumner Brackett (1. srpna 1896 – 28. ledna 1988) byl americký fyzik, odborník na spektroskopii.
Narodil se v Claremontu v Kalifornii, vystudoval Pomona College a pracoval jako pozorovatel na observatoři Mount Wilson. Pozoroval infračervené záření ze Slunce. Brackett získal doktorát z fyziky na univerzitě Johnse Hopkinse v roce 1922. Při použití výbojek plněných vodíkem objevil v roce 1922 Brackettovu sérii vodíku, kde elektron vyskočí nahoru nebo klesne až na čtvrtou základní úroveň. Ve 20. letech vyučoval fyziku na Kalifornské univerzitě v Berkeley. V roce 1927 nastoupil do laboratoře pevného dusíku Ministerstva zemědělství, která byla převedena do Národního ústavu zdraví (NIH) v roce 1936, Brackett zde působil jako ředitel biofyzikálního výzkumu.
Během druhé světové války řídil výzkum programu optiky v armádě. Byl povýšen do hodnosti podplukovníka a za svou práci dostal řád Legion of Merit.
Po válce se vrátil k Národnímu ústavu zdraví jako vedoucí sekce fotobiologie. Do penze odešel v roce 1961.
Měsíční kráter Brackett je pojmenován po něm.